# ゴーストママ捜査線
『ゴーストママ捜査線』（ゴーストママそうさせん）は、佐藤智一による日本の漫画。『ビッグコミックオリジナル増刊』（小学館）で2000年9月号から2009年9月号まで連載され、2002年より単行本（ビッグコミックス）全3巻が刊行された（2005年1月号掲載分まで計27話収録）。
2012年にテレビドラマ化され（後述）、それに合わせ『ビッグコミックオリジナル』本誌にて2012年13号から18号まで全4話の新作が集中連載された。また、増刊掲載分の未収録作を含めた新装版単行本が全6巻で刊行された（新作のうち1話は単行本未収録）。

## ストーリー
小学1年生の原平とんぼの母・蝶子は警察官だったが、勤務中にひき逃げにあって殉職し、とんぼはいつまでも泣いてばかりいた。ある日とんぼが偶然蝶子の遺品の眼鏡を見つけてかけてみると、クリアになった視界に死んだはずの蝶子が警察官の制服姿で現れる。以来、とんぼは蝶子の眼鏡をかけている時だけ母を含めた幽霊の姿が見えるようになる。
とんぼと蝶子は未解決となっていたひき逃げの加害者を見つけ出す。他の人には姿の見えない蝶子の代わりに、とんぼは幽霊のふりをして加害者を（幽霊たちの力も借りて）自首に追い込む。無念を晴らして成仏するかに見えた蝶子だったが、頼りない息子とんぼを心配して相変わらず側に居続ける。
こうして、蝶子ととんぼの新たな生活が始まった。

## 登場人物

### 主人公
原平 とんぼ（はらひら とんぼ）
主人公。7歳。泣き虫の男の子。寿第一小学校1年生。蝶子の死後いつの間にか近視になってしまうが、それを機に蝶子の眼鏡をかけたことで幽霊が見えるようになる。幽霊たちの悩みを蝶子と共に解決することで、少しずつ成長していく。

### 原平家
原平 蝶子（はらひら ちょうこ）
とんぼの母。外見はごつい目の中年女性。景湾警察署に勤務する警察官だったが、ひき逃げ事件で殉職。とんぼを心配するあまり成仏できず幽霊として彼の側にいる。生前は景湾署の女ヒクソン・グレイシーと呼ばれいた。
原平 蟬彦（はらひら せみひこ）
とんぼの父。景湾市役所市民課勤務。蝶子亡き後、家事を引き受けている。息子が近視になってしまったことに気付く。父親は蟬彦が生まれる以前になくなっている。蝶子曰く「優しい人」。
原平 蜜子（はらひら みつこ）
とんぼの姉。寿第三中学校2年生。母が死んでいつまでも泣いている弟をよく叱るが、誰よりもとんぼのことを気をかけている。一時期ピアノを習っていたこともあったが、これにはある理由があった。
ハチ
原平一家が飼っているビーグル犬。蜜子が友達から譲り受けた、血統書つきの犬。とんぼは当初飼うことに反対していた。

### 景湾警察署
桑形（くわがた）
景湾警察署景湾駅前交番に勤務する警察官。ドジでおっちょこちょいだが、とんぼの話を親身になって聞いてくれる優しい性格。生前、蝶子がよく世話を焼いていた。

### 景湾市立 寿第一小学校
三葉（みつば）
とんぼのクラスの担任の先生。
向手（むかで）
トンボの学校の体育会系の先生。幽霊の女性に恋をしてしまう。
校長
子供の頃から景湾市に住んでおり、町の歴史に詳しい。

### その他
コガネ
霊感占いをやっている老婆。霊感が強いので蝶子のことも見えており、蝶子ととんぼの数少ない協力者である。イタコの能力を使って幽霊を呼び出し、警察に協力している。
鈴木（すずき）
蝶子の幽霊仲間で情報通。常にマスクをしている。
鎌本 桐三郎（かまもと きりさぶろう）
とんぼたちが住んでいる景湾市の市長。少年時代はカマキリと呼ばれていた。廃校跡に市民ミュージアムを建設しようとしている。

## 書誌情報
- 佐藤智一 『ゴーストママ捜査線』 小学館〈ビッグコミックス〉、全3巻
  1. 2002年6月29日発売、ISBN 4-09-186501-1
  2. 2004年4月30日発売、ISBN 4-09-186502-X
  3. 2005年12月26日発売、ISBN 4-09-186503-8
- 佐藤智一『ゴーストママ捜査線 新装版』小学館〈ビッグコミックス〉、全6巻
  1. 2012年5月30日発売[1]、ISBN 978-4-09-184559-7
  2. 2012年5月30日発売[2]、ISBN 978-4-09-184560-3
  3. 2012年6月29日発売、ISBN 978-4-09-184568-9
    - この巻までの収録エピソードは各巻とも旧版と同一である。

  4. 2012年7月30日発売、ISBN 978-4-09-184646-4
  5. 2012年8月30日発売、ISBN 978-4-09-184659-4
  6. 2012年9月28日発売、ISBN 978-4-09-184695-2

## テレビドラマ
『ゴーストママ捜査線〜僕とママの不思議な100日〜』（ゴーストママそうさせん ぼくとママのふしぎな100にち）のタイトルで、2012年7月7日から9月15日まで毎週土曜日21:00 - 21:54に日本テレビ系の「土曜ドラマ」枠において仲間由紀恵の主演で放送された。初回は15分拡大（21:00 - 22:09）、最終回は2時間スペシャル（21:00 - 22:54）。
ドラマの舞台は東京都江戸川区の設定だが、栃木市湊町でロケ撮影が行われたため、実際と異なる水郷の町となっている。

### ドラマ版あらすじ
生活安全課に勤務する警察官・上原蝶子は、パトロール中に火災現場に遭遇し、火の手が上がる家屋に取り残された幼い女の子を助けるため、火中に飛び込んでその命を救うが、自身は一酸化炭素中毒となって蘇生できずに殉職してしまう。
幽霊となった蝶子は、小学校に入学したばかりの頼りない息子・とんぼのことが心配で現世に残る道を選択する。
それから3か月後、とんぼは蝶子の形見のメガネをかけたことで幽霊が見えるようになってしまう。こうして、ゴーストママとなった蝶子と息子・とんぼの新しい生活が始まった。

### 登場人物

#### 上原家
上原 蝶子(うえはら ちょうこ) (没年32)
演 - 仲間由紀恵（幼少期：酒井彩音）
旧姓：志村。とんぼの実母。警視庁桜田警察署生活安全課防犯係警部補。思い立ったらすぐに行動に移してしまう性格。
息子・とんぼの小学校入学初日に火災現場から逃げ遅れた一人の少女を助けるために火中に飛び込んで殉職するが、幼いとんぼを放っておけず、幽霊となって現世に残り、とんぼが自分の形見のメガネをかけたことで姿が見えるようになり、共にあらゆる難事件を調査・解決していくことになるが、人や物に触れることは出来ず、形見のメガネをかけたとんぼ以外には姿は見えていない。しかし、壁などがすり抜けられる、人に触れることで悪寒を感じさせたり、相手を見つめることで殺気を漂わせることが可能である。とんぼの成長を見届けるために現世に残っているため当初は別れを惜しんでいたが、運動会においてとんぼが成長した姿を見たことで決意を改め、天国へ旅立つ。
上原 航平(うえはら こうへい)  (40)
演 - 沢村一樹
蝶子の夫。上原写真館店主。葵ととんぼの実父。前妻とは葵が2歳のころにすでに離婚した。生真面目な性格で、情に厚く涙もろい。
火災で妻を亡くして以来、男手一つで2人の子供を育てることを決心する。とんぼが蝶子の形見のメガネをかけると幽霊が見えると言う息子の純粋な心を受け止めようとして妻がそこにいるかのような演技を見せるなど、蝶子が幽霊となって見守っていることは信じようとしていなかったが、最終話で我が子2人の気持ちに応えて受け止める。
上原 葵(うえはら あおい)  (17)
演 - 志田未来（幼少期：小高実優）
上原家の長女。航平の連れ子で蝶子の継子、とんぼの異母姉。桜田東高校3年生。
蝶子のことをしばらく母親とは認めていなかったが、その内心では後悔していた。家族がいない所では私生活がだらしなくなるが、その反面で弟のとんぼの相談に乗るなど家族意識は強く、弟思いである。頭上に落下してきた看板を蝶子が受け止め助けられたことで、彼女が幽霊となって未だに家族を見守っていることに気づく。
上原 とんぼ(うえはら とんぼ) (6)
演 - 君野夢真（子役）
上原家の長男。蝶子と航平の間に生まれた実の息子、葵の異母弟。
小学校入学当日に母を火災で亡くしてからは暗い気持ちになり沈んでいたが、ある日視力が落ちたことで蝶子の形見のメガネをかけてみると他界した蝶子が見えるようになり、元気を取り戻す。性格は行動的な母親とは正反対で弱虫だったが、幽霊の蝶子と共に「小さな調査員」として数々の事件を追及していくことで少しずつ成長していく。しかし、子供であることから、大人に事件の真実を訴えても真剣に取り合ってくれないというデメリットを持つ。
名前の由来は、昆虫のトンボが昔から「勝ち虫」と呼ばれていることと、縁起を担いで「勇敢な男の子になってほしい」という両親の願いから名づけられた。
最終話で成長した姿を蝶子に見せたことで性格が以前より強く、前向きに変わり、母親の天国への旅立ちを見送った。その後は落ち込むことなく、元気に学校生活を送る。

#### 警視庁桜田警察署
三船 義光(みふね よしみつ)  (没年50)
演 - 生瀬勝久
警視庁桜田警察署生活安全課元課長。警部。蝶子の上司。愛犬のメリーを溺愛している。嫌いな食べ物は、水羊羹と玉ねぎ。
几帳面な性格で正義感が強い蝶子にはいつも手を焼かされている。健康のために良かれと思って始めた早朝ランニングの最中に心筋梗塞で急死し、3年前に家を飛び出して以来音信不通の息子・浩志への未練を捨てられずに幽霊となってしまう。最終回では浩志と再会し、蝶子がいなくなることに元気をなくしていたとんぼに「君がやらなきゃいけないことは、毎日一生懸命生きてお母さんを笑顔にすることだ」と励まし、天国へ旅立つ。
高倉 太(たかくら ふとし) (35)
演 - 塚地武雅（ドランクドラゴン）
地域課桜田二丁目交番巡査。蝶子には他界する以前に何度か仕事のことでお世話になっていた。三船の葬儀の時は唯一号泣していた。とんぼの担任の美波にひとめぼれし、彼女絡みのことになると急に態度が変わり自分から率先して物事を進めていく。肥満体型であるがゆえに犯人を追跡してもすぐに息が上がってしまう。
藤田 悟(ふじた さとる) (46)
演 - ミスターちん
生活安全課防犯係長。警部補。生活安全課の次期課長の座を密かに狙っており、三船の他界後はその後任として課長(警部)に昇進した。三船の葬儀の際に密かに笑ったり、三船が亡くなってからは彼のことを「“元”課長」と呼ぶ。他界前に三船が部下に対して叱咤していた様子を見習い、彼の存在意義を知る。

#### 江戸川区立桜田小学校
とんぼが入学した小学校。航平と葵はこの学校の卒業生である。
吉永 美波(よしなが みなみ) (25)
演 - 芹那
桜田小学校教員。とんぼが所属する1年1組の担任。明るい性格で多くの児童達から好かれており、授業中に物事を頑張った児童には特製のシールをプレゼントする。とんぼが幽霊の蝶子を呼んだ時には自分を呼んだのかと勘違いし、照れる。
鶴田 健一 (つるた けんいち)(35)
演 - 森山栄治
桜田小学校教員。体育会系の1年1組の副担任。美波に惚れており、同じく彼女にほの字の高倉とは対立関係にある。

#### 桜田東高校
長谷川 淳也(はせがわ じゅんや) (17)
演 - 真田佑馬（当時：ジャニーズJr.）
桜田東高校3年生で葵のクラスメート。学校サボりの常連で蝶子から度々注意を受けていた不良学生。葵に密かに恋心を抱いている。
他界する前の三船からひったくりの犯人として誤認され、退学処分に追い込まれるが、蝶子らが真相を追究したことで処分は白紙に戻される。
小林 元二朗(こばやし げんじろう) (17)
演 - 山本涼介
桜田東高校3年生。淳也と共に行動する悪友の一人。
高橋 陽樹(たかはし ようき) (17)
演 - 中島広稀
桜田東高校3年生。淳也と共に行動する悪友の一人。
西野 夏美(にしの なつみ) (17)
演 - 葉山織江
桜田東高校3年生。葵のクラスメートで親友。
原
演 - 久ヶ沢徹
桜田東高校の教師で葵と長谷川がいるクラスの担任。ひったくりの犯人として疑われた淳也に退学処分を言い渡すが、蝶子らの活躍によって疑いが晴れた淳也が学校に戻ることを認める。

#### その他
メリー
演 - ハイジ
三船の愛犬。猫が苦手。三船の家がペット禁止のマンションだったのでこっそり飼われていた。彼の死後は事が明るみに出て、上原家の元に預けられている。とんぼと同様、幽霊が見える。

#### ゲスト
第1話
佐野 タケル(さの タケル)
演 - 賀来賢人（第2話）
蝶子の幽霊の先輩。母が作るドーナツが大好物。初恋相手である花帆に想いを打ち明け、会う約束をした後に事故に遭い、彼女との約束を果たすために幽霊となる。しかし、蝶子やとんぼの手助けで彼女との約束を果たし、感謝しながら天国へと旅立つ。蝶子とは違い、物を持つことが可能。
板野 守(いたの まもる)
演 - 袴田吉彦
連続放火魔。犬が苦手。彼の行為が蝶子の命を奪った火災の原因となったが、とんぼや蝶子の活躍で犯行が暴かれ、逮捕される。

第2話
小川 花帆(おがわ かほ)
演 - 山下リオ
鈴蘭女子大学文学部3年でタケルの初恋相手。タケルとの誤解が解けて、教育実習のために実家のある秋田へ戻る。
佐野 真由美(さの まゆみ)
演 - 藤吉久美子
タケルの母。

第3話
三船 美和子(みふね みわこ)
演 - 大島さと子（最終話）
三船の妻。
三船 結衣(みふね ゆい)
演 - 於保佐代子（最終話）
三船の娘で浩志の妹。
広沢 直人(ひろさわ なおと)
演 - 蕨野友也
タケダ酒店のアルバイト店員だが、裏の顔はひったくりの犯人で、淳也が濡れ衣を着せられる要因を作った張本人である。犯行が暴かれ、自転車で逃走するが轢かれそうになったとんぼを助ける為に蝶子が投げたゴミ箱に激突して転倒、逮捕された。
長谷川 明子(はせがわ あきこ)
演 - 栗田よう子
淳也の母。ひったくり犯として疑われた淳也を高校から退学処分にすると告げられ、警察と学校に謝罪し、退学撤回を懇願する。

第4話
牧野 良太(まきの りょうた)
演 - 戸塚祥太（A.B.C-Z）
THE FLYING-GARDENアルバイト店員で、葵が恋をした相手。物語終盤で、就職のため大阪に行く。

第5話
志村 省三(しむら しょうぞう)
演 - 内藤剛志
蝶子の父。栃木県警察栃木警察署楠村駐在所に勤務している。蝶子とは仲が悪い。
志村 里子(しむら さとこ)
演 - 朝加真由美
蝶子の母。娘と同様、料理を過剰に作る点がある。

第6話
マイ (没年9)
演  - 石井萌々果
とんぼの幽霊の友達。病気で他界し、捨て猫・ミーコのことが心配で幽霊となるが、とんぼや蝶子の手助けで目的を果たし、ミーコに別れを告げながら天国へと旅立つ。
隆文
演 - 森岡豊
マイの父。妻の真知子と共にミーコを引き取る。
真知子
演 - 梅宮万紗子
マイの母。

第7話
進藤 由佳(しんどう ゆか)
演 - 高梨臨
航平の桜田小学校6年生時代の担任。航平達の卒業式の直後に他界し、みんなで埋めたタイムカプセルのことが心配で幽霊となるが、とんぼや蝶子の手助けでそのカプセルを見つけることでき、天国へと旅立つ。幽霊であることが理由で、年はとっていない。

第8話
北島 亮(きたじま りょう)
演 - 森崎ウィン
空き巣犯で幽霊が見える青年。蝶子に説得されて犯罪から足を洗う。
佐川 ユウジ(さがわ ユウジ)
演 - 大口兼悟
空き巣犯で亮の先輩。亮と共に上原写真館に空き巣に入る。
北島 春枝(きたじま はるえ)
演 - 茅島成美
たい焼き「北島屋」店主で亮の祖母。亮と同じく幽霊が見える。
警察官
演 - 脇知弘
高倉の後輩。高倉と同じくドジな一面がある。

最終話
三船 浩志(みふね ひろし)
演 - 塚本高史
三船の息子。3年前、大学卒業後に就職した会社を些細な理由で辞めたことによる三船との喧嘩の末に家を飛び出し、消息を絶ってしまうが、現在は山梨でぶどう農園を経営している。訪れたとんぼたちの言葉で父の他界を知った際には「こんなことならもっと早く会いに行くべきだった」と悔やみ、父親の遺言を聞かされたことで事実上和解した。妻と息子がおり、エンディングでは一家そろって実家へ帰省する。
三船 沙織(みふね さおり)
演 - 小野真弓
浩志の妻。父親と確執を続ける浩志を心配し、彼に秘密で農園のぶどうを三船家に送っていた。
三船 光(みふね ひかる)
浩志と沙織の息子で第一子。三船の孫に当たる存在。名前の由来は父親の名前から一文字とって名づけられた。

### スタッフ
- 原作 - 佐藤智一『ゴーストママ捜査線』（小学館ビッグコミックス）
- 脚本 - 梅田みか、阿相クミコ、横田理恵、松田裕子
- 脚本協力 - 阿相クミコ（第1話）
- 演出 - 佐藤東弥、大谷太郎、西野真貴、森雅弘
- 演出補 - 田部井稔、工藤貴記、岡本充史、黒米倫子
- 音楽 - 菅野祐悟
- 主題歌 - Aqua Timez「つぼみ」（EPICレコード）
- 美術デザイン -  高野雅裕
- タイトルバックVFX - 西村了
- CG - 菊間潤子
- 特殊効果 - 井川雄史
- アクションコーディネート - 佐々木修平
- 警察監修 - 五社プロダクション
- 看護指導 - 石田喜代美
- 料理コーディネート - 赤堀料理学園
- 協力 - 横浜山口ドッグスクール
- チーフプロデューサー - 大平太
- プロデューサー - 加藤正俊、森雅弘
- プロデューサー補 - 鈴木香織、白石香織、稲熊洋介
- 製作協力 - 日テレアックスオン
- 製作著作 - 日本テレビ

### 放送日程
| 各話                                                        | 放送日  | サブタイトル | 脚本                | 演出     | 視聴率 |
| ----------------------------------------------------------- | ------- | --- | ------------------- | -------- | ------ |
| 第1話                                                       | 7月07日 | 私ユウレイになっちゃった!!僕とママの不思議な100日!                                                                           | 梅田みか            | 佐藤東弥 | 15.2%  |
| 第2話                                                       | 7月14日 | え、僕が!?…弱虫な息子の人探し大作戦                                                                                          | 梅田みか            | 佐藤東弥 | 11.0%  |
| 第3話                                                       | 7月21日 | 大事件発生!!なんと課長もユウレイに!?                                                                                         | 梅田みか 阿相クミコ | 大谷太郎 | 11.0%  |
| 第4話                                                       | 7月28日 | 恋の季節!!娘のデートに潜入捜査開始!                                                                                          | 梅田みか            | 大谷太郎 | 09.5%  |
| 第5話                                                       | 8月11日 | 最後の里帰り…頑固親父の涙 | 横田理恵            | 佐藤東弥 | 10.3%  |
| 第6話                                                       | 8月18日 | とんぼの初恋!!相手は美少女ユウレイ!?                                                                                         | 梅田みか            | 西野真貴 | 09.5%  |
| 第7話                                                       | 9月01日 | 笑って泣ける家族の物語ついに最終章へ                                                                                         | 梅田みか            | 大谷太郎 | 09.3%  |
| 第8話                                                       | 9月08日 | もうすぐお母さんが天国に行っちゃう!!                                                                                         | 松田裕子            | 森雅弘   | 09.6%  |
| 最終話                                                      | 9月15日 | さよなら私の愛する家族たち...別れの日母の最後のメッセージ... あなたに贈るこの夏一番笑って泣ける“命と家族の物語”感動の完結編‼ | 梅田みか            | 佐藤東弥 | 11.1%  |
| 平均視聴率 10.9% （視聴率は関東地区・ビデオリサーチ社調べ） |         | |                     |          |        |

- 8月4日は『ロンドンオリンピック男子サッカー準々決勝 日本VSエジプト戦』中継のため休止。（当初4日は放送予定だったが、サッカー五輪代表が準々決勝進出を決めたため急遽休止となり、5話・6話は1週ずつずれて放送された）
- 8月25日は『24時間テレビ35』放送のため休止。

### 関連商品

#### サウンドトラック
- ゴーストママ捜査線〜僕とママの不思議な100日〜オリジナル・サウンドトラック（2012年8月22日発売）
- 音楽は菅野祐悟が担当している。

| 収録曲（タイトル） / 作曲など | 収録曲（タイトル） / 作曲など       | 収録曲（タイトル） / 作曲など |
| ----------------------------- | ----------------------------------- | ----------------------------- |
| M-01                          | ゴーストママ -オープニングタイトル- | 作曲・編曲：菅野祐悟          |
| M-02                          | ゴーストママ捜査線 -メインテーマ-   | 作曲・編曲：菅野祐悟          |
| M-03                          | とんぼのテーマ                      | 作曲・編曲：菅野祐悟          |
| M-04                          | 僕とママ                            | 作曲・編曲：菅野祐悟          |
| M-05                          | パトロール                          | 作曲・編曲：菅野祐悟          |
| M-06                          | 胸騒ぎ                              | 作曲・編曲：菅野祐悟          |
| M-07                          | ママ捜査モード                      | 作曲・編曲：菅野祐悟          |
| M-08                          | お迎えの光                          | 作曲・編曲：菅野祐悟          |
| M-09                          | とんぼのめがね                      | 作曲・編曲：菅野祐悟          |
| M-10                          | ゴーストママ捜査線 -涙を拭いて-     | 作曲・編曲：菅野祐悟          |
| M-11                          | 心の中のお母さん                    | 作曲・編曲：菅野祐悟          |
| M-12                          | 蝶子のテーマ                        | 作曲・編曲：菅野祐悟          |
| M-13                          | とんぼ、出番よ!                     | 作曲・編曲：菅野祐悟          |
| M-14                          | 捜査開始!                           | 作曲・編曲：菅野祐悟          |
| M-15                          | なんにもできない                    | 作曲・編曲：菅野祐悟          |
| M-16                          | 寂しいときは空を見上げて            | 作曲・編曲：菅野祐悟          |
| M-17                          | 迫りくる危機                        | 作曲・編曲：菅野祐悟          |
| M-18                          | 疑いの目                            | 作曲・編曲：菅野祐悟          |
| M-19                          | 緊急事態                            | 作曲・編曲：菅野祐悟          |
| M-20                          | 心残り                              | 作曲・編曲：菅野祐悟          |
| M-21                          | 僕とママ（ピアノバージョン）        | 作曲・編曲：菅野祐悟          |
| M-22                          | ゴーストママ捜査線 -ずっとそばに-   | 作曲・編曲：菅野祐悟          |
| M-23                          | つぼみ（Pf & Str Ver.）             | 作曲・編曲：菅野祐悟          |

#### Blu-ray・DVD
『ゴーストママ捜査線〜僕とママの不思議な100日〜 Blu-ray BOX』
発売日・2013年1月23日
仕様・6枚組み(本編5枚＋特典1枚)
『ゴーストママ捜査線〜僕とママの不思議な100日〜 DVD-BOX』
発売日・2013年1月23日
仕様・6枚組み(本編5枚＋特典1枚)
- 【特典ディスク収録内容】
  - PR番組
  - キャストインタビュー映像
  - PRスポットなど

- 【封入特典】
  - オールカラーブックレット（P24）

| 日本テレビ 土曜ドラマ                          | 日本テレビ 土曜ドラマ                                                   | 日本テレビ 土曜ドラマ                  |
| 前番組                                         | 番組名                                                                  | 次番組                                 |
| ---------------------------------------------- | ----------------------------------------------------------------------- | -------------------------------------- |
| 三毛猫ホームズの推理 （2012.4.14 - 2012.6.23） | ゴーストママ捜査線 〜僕とママの不思議な100日〜 （2012.7.7 - 2012.9.15） | 悪夢ちゃん （2012.10.13 - 2012.12.22） |